# Minucià d'Atenes
Minucià d'Atenes (en llatí Minucianus, en grec Μινουκιανός), fill de Nicàgores, va ser un retòric grec que va viure en el regnat de Gal·liè (260-281).
Himeri de Prusa elogia l'eloqüència de Minucià. Al Suides s'hi diu que va ser l'autor de Τέχνη ῥητορική (Art retòrica), προγυμνάσματα (Progymnasmata), comentada per Menandre de Laodicea i Λογοί διάφοροι (Altres arguments). De la primera obra se'n conserva una part anomenada Περὶ ἐπιχειρημάτων (Sobre els propòsits) i porta el títol Μινουκιανοῦ ἢ νικαγόρου (Minucianou é nikagórou).
Pancrates o Pancraci (Pancrates o Pancratius, Παγκρατης, Παγκράτιος) un sofista o retòric grec d'època desconeguda, va escriure un comentari anomenat ὑπόμνημα (Records, memòries) a l'obra τεχνή ῥητορική de Minucià. Alguns autors creuen que aquesta obra, τεχνή ῥητορική, podria ser de Minucià el Vell.